# Ржепецький Борис Павлович
Бори́с Ржепе́цький (* 1895 — 1976) — член Українських Установчих Зборів (1918).

## Біографія
1917 року був заступником губернського комісара Волині, 1918 року — делегатом УПСР до Центрального Повстанського Комітету під головуванням К. Коржа, засновником і редактором газети «Селянська думка» у Бердичеві. У жовтні 1919 року — член Дипломатичної місії УНР, очоленої А. Лівицьким, до Варшави.
Після Ризького договору залишився у Варшаві, працював економістом у «Centralnym Związku Polskiego Przemysłu …» і співробітником журналу «Przegląd Gospodarczy».
Від 1950 року у США, довголітній голова літературно-мистецького Клубу в Нью-Йорку.